# 鹿角八幡平インターチェンジ
鹿角八幡平インターチェンジ（かづのはちまんたいインターチェンジ）は、秋田県鹿角市八幡平にある、東北自動車道のインターチェンジ。
秋田県内で初めて開通した高速道路のインターチェンジ。

## 道路

### 本線
- E4 東北自動車道（48番）

### 接続する道路
- 国道282号

## 沿革
- 1983年（昭和58年）10月20日 - 東北自動車道の安代ICから鹿角八幡平IC間が開通。上り方面が供用開始し、浦和ICまで開通した。
- 1984年（昭和59年）9月27日 - 東北自動車道の鹿角八幡平ICから十和田ICまで開通し、下り方面が供用開始する。

## 料金所
- ブース数：4

### 入口
- ブース数：2
  - ETC専用：1
  - 一般：1

### 出口
- ブース数：2
  - ETC専用：1
  - 一般：1

## 周辺
- JR東日本 花輪線 鹿角花輪駅
- 道の駅かづの
- 史跡 尾去沢鉱山

## 隣
E4 東北自動車道
(47) 安代IC - 田山PA - 湯瀬PA - (48) 鹿角八幡平IC - 花輪SA - (49) 十和田IC